# 齐齐哈尔医学院第四附属医院
齐齐哈尔医学院第四附属医院是中國黑龍江省齊齊哈爾的一家醫院，原名哈尔滨铁路局齐齐哈尔专科医院，建于1989年。医院是二级专科医院，是精神病科的专门医院。